# Arkadij Mordwinow
Arkadij Grigorjewicz Mordwinow (ros. Аркадий Григорьевич Мордви́нов, także: Mordwiszew lub Mordwiszow, ur. 15 stycznia 1896 w Żurawlisze w obwodzie niżnonowogrodzkim, zm. 23 lipca 1964 w Moskwie) – rosyjski, sowiecki architekt, urbanista, naukowiec, przedstawiciel monumentalnego socrealizmu.

## Życiorys

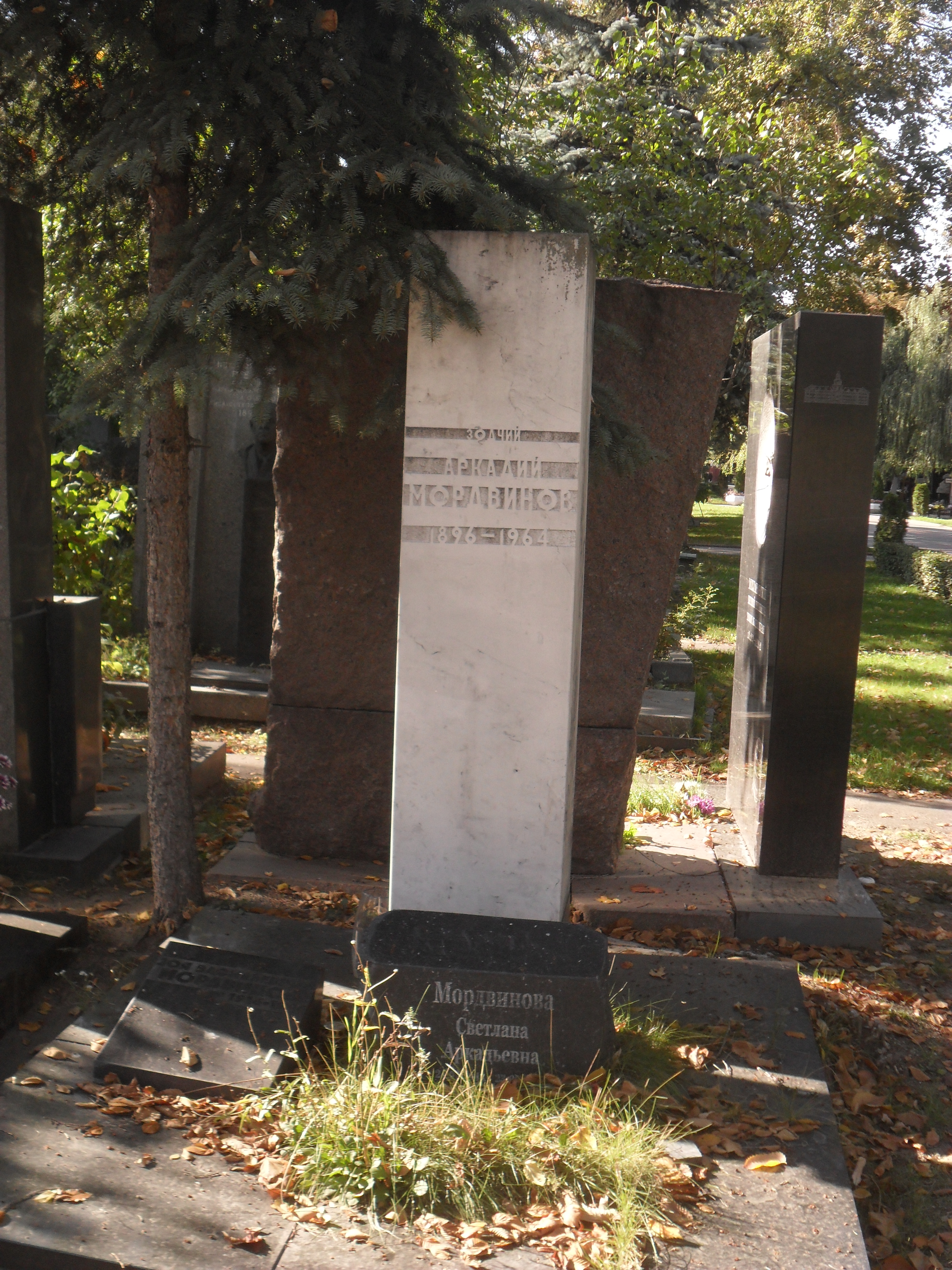
Grób na Cmentarzu Nowodziewiczym

Urodził się w rodzinie malarza ikon. Dzieciństwo spędził we wsi Warież koło Pawłowa. Od osiemnastego roku życia pracował na budowach w Moskwie, początkowo jako modelarz, a następnie jako technik budowlany. Po odbyciu służby w Armii Czerwonej i dwuletnim pobycie w Taszkencie wstąpił na Wydział Architektury Moskiewskiego Państwowego Uniwersytetu Technicznego, kontynuując jednocześnie pracę na różnych wydziałach jako technik budowlany. Wydział, a także szkołę moskiewskiego Instytutu Architektury, ukończył w 1930 roku. Początkowo projektował budynki w stylu konstruktywistycznym, takie jak np. poczta w Doniecku (1929), czy główny urząd pocztowy w Charkowie (1927–1930). Od 1933 rozpoczął pracę w Moskwie, w warsztatach projektowych Rady Miasta. Był jednym z założycieli Wszechrosyjskiego Stowarzyszenia Architektów Proletariackich (ros. Всероссийское общество пролетарских архитекторов). Opracował m.in. projekt teatru w Soczi (wraz z K.I. Sołomonowem w 1934) i budynku Ludowego Komisariatu Przemysłu w Moskwie (1935). Do innych znaczących, ale niezrealizowanych projektów tego okresu należą moskiewskie Dom Rady Pracy i Obrony, Instytut Marksa-Engelsa-Lenina (wraz z K.I. Sołomonowem i A.N. Duszkinem) i jeden z komisariatów ludowych.
Działał jako autor projektu zabudowy ulicy Gorkiego (Twerskiej) – dużych budynków mieszkalnych z długimi dekoracyjnymi fasadami (1937–1939 oraz 1939–1940). Doświadczenie to wykorzystał podczas przebudowy Lenińskiego Prospektu, a także poszczególnych budynków mieszkalnych na ulicach: Bolszej Polance (1940), Krasnochołmskiej (1940–1941) i Frunze (1956–1957), a także Bulwarze Nowickim (1939–1941). Wszystkie te projekty były zrealizowane w rekordowym czasie dzięki wdrożeniu nowej metody budownictwa potokowego. W latach 1949–1952 zaprojektował wraz z W.K. Ołtarzewskim i innymi wieżowiec moskiewskiego hotelu Ukraina.
W 1955, podczas wszechzwiązkowej konferencji na temat budownictwa, został poddany krytyce za przesadne zwracanie uwagi na wygląd struktur architektonicznych i zaniedbywanie ekonomii budownictwa. Krytyka stała się dlań impulsem do opanowania języka architektury modernizmu. Nadzorował planowanie i rozwój centralnej części dzielnicy Nowogród Czarnomorski (1956–1964) oraz Prospektu Komsomolskiego (1958–1964).
W latach 1943–1947 przewodniczył Komitetowi Budownictwa i Architektury przy Radzie Komisarzy Ludowych ZSRR. Był też wiceprzewodniczącym (1938) i przewodniczącym (1950–1955) Akademii Architektury ZSRR oraz wiceprezesem Międzynarodowej Unii Architektów (1953–1957).

## Odznaczenia i nagrody
Otrzymał nagrodę państwową ZSRR (w latach 1941 i 1949). Został odznaczony Orderem Lenina. Był też laureatem dwóch Nagród Stalinowskich (w latach 1941 i 1949).